# Pistola Tipus 19 del Nord de Xina
La pistola Tipus 19 del Nord de la Xina (北支一九式拳銃, en japonès) fou una pistola produïda per l'Imperi Japonès duran la Segona Guerra Mundial. La pistola va ser produïda entre 1944 i 1945 a la Xina controlada per Japó durant la guerra. L'arma era una versió millorada de les antigues Nambu Tipus 14, una de les últimes versions de les pistoles Nambu.

## Història
Com el seu nom bé indica, va ser produïda a la Xina, durant les últimes etapes de la guerra (1944-1945). L'arma probablement es va dissenyar i començar a produir per ajudar a equipar a les tropes de l'Exèrcit de Kwantung, basades en Manxúria, atès que les línies de subministraments japoneses estaven sent afectades i disminuïdes degut a les campanyes aliades de bombardejos i caça submarina d'aquestes rutes. La producció de l'arma va ser aprovada i acceptada en l'exèrcit oficialment pel Cap de l'Oficina de Municions en 1944, i la seva producció va seguir fins a finals de la guerra.

## Disseny
L'arma va ser dissenyada com una versió més fàcil de produir i millorada de la Nambu Tipus 14. Entre les millores que va rebre, estaven el fet que s'eliminés l'opció de remoure la guarda del gallet i s'afegís una palanca en el seu lloc, per a poder desmuntar l'arma més fàcilment, el que a la vegada va ajudar a simplificar la producció, ja que ara el cos de l'arma es podia construir en una sola peça, i un redisseny del sistema se seguretat manual de l'arma, el qual el va fer més ergonòmic. També va eliminar el segur del carregador i va moure i canviar de lloc diverses parts externes de l'arma (com la palanca per a desmuntar l'arma, la qual va ser moguda a la banda dreta de l'arma). Aquests canvis van ajudar a reduir el temps de producció de les pistoles comparades amb les Nambu Tipus 14.
La intenció de l'Exèrcit Japonès era produir com a mínim un total d'unes 5.000 unitats de pistoles Tipus 19, però jutjant per la quantitat de models en existència avui en dia, es creu que es van produir entre 100 i 200 unitats (no sobrepassant les 200 unitats).
L'arma mesurava un total de 235 mm de llargada, amb un canó de 118 mm i una alçada total de 158 mm, el qual feia que l'arma fos lleugerament més llarga que la pistola Nambu Tipus 14 en la que el seu disseny es basava. En quant al pes, la Tipus 19 era una altra vegada lleugerament més pesant, amb un pes extra de 206 grams, comparant els seus 1106 grams amb els 900 de la Tipus 14.

## Versions
Se sap que existeixen dos versions diferents d'aquestes pistoles, designades com a Model 1 i Model 2. La principal diferencia entre els dos models de pistoles era la seva qualitat, ja que la primera versió (o Model 1) estava produïda amb un nivell de qualitat molt alt per a poder ser acceptada, i la segona versió (o el Model 2) va ser produïda amb una qualitat bastant inferior, i estaven marcades amb un “2” en lletres japoneses.
Els dos models diferents estaven marcats amb dos tipus diferents de números de sèrie, els quals es creuen que son del numero 4 al 55 en les pistoles de qualitat (o Model 1) i del numero 004 al 0093 en les de baixa qualitat (o Model 2). No se sap perquè es van produir dos models diferents de la mateixa arma.

## Pistolera
Les pistoles fabricades anaven sovint entregades amb unes pistoleres de cuir, també fabricades a la Xina. Aquestes pistoleres eren molt similars a les de les pistoles Nambu, i estaven fabricades amb cuir de vaca tou i marró. També es van fabricar les corretges necessàries per a poder utilitzar les pistoleres en el mateix material i probablement en els mateixos tallers.